# 授権
| ウィキペディアには「授権」という見出しの百科事典記事はありません（タイトルに「授権」を含むページの一覧/「授権」で始まるページの一覧）。 代わりにウィクショナリーのページ「授権」が役に立つかもしれません。 |